# Boxe pieds-poings

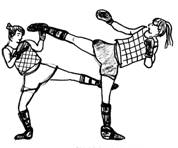
Женщины, которые борются в бирманском боксе или в тайском боксе

Boxe pieds-poings (в переводе с фр. — «бокс ноги-кулаки») — французский термин, обозначающий несколько видов кикбоксинга. Применяется с 1980-х для боевых видов спорта с ударами в боксёрских перчатках на ринге (или на циновке). Боксёры применяют, согласно правилам, удары ногами, коленями, руками, локтями, кулаками, а также броски.
Наиболее известны:
- американские дисциплины (американский бокс) под тремя главными формами:
  - карате полного контакта (full contact karate) без пинков ниже пояса,
  - кик бокс с околными пинками в бедра или американский кик бокс,
  - и полуконтакт или поединки в пунктах (point fighting), тип каратэ с перчатками и шлепанцами в пене,
- французский бокс,
- японский кик бокс: с прямыми пинками колена, околными пинками в бедра (low kick) и немногими хватками с борьбы,
- тайский бокс (muay thai).